# Episodi di Dr. House - Medical Division (settima stagione)
La settima stagione della serie televisiva Dr. House - Medical Division, composta da ventitre episodi, è stata trasmessa sul canale statunitense Fox dal 20 settembre 2010 al 23 maggio 2011. La stagione, composta da 23 episodi, ruota attorno alla relazione tra Gregory House e Lisa Cuddy.
Olivia Wilde, sebbene sia accreditata in tutti gli episodi, appare solo nel primo, per poi tornare a partire dal diciottesimo.
In Italia la prima parte della stagione (episodi 1-16) è stata trasmessa dal 14 gennaio al 14 aprile 2011 su Italia 1. La seconda parte della stagione (episodi 17-23) è invece andata in onda dal 5 giugno 2011 al 17 luglio 2011.
| nº | Titolo originale       | Titolo italiano                | Prima TV USA      | Prima TV Italia  |
| -- | ---------------------- | ------------------------------ | ----------------- | ---------------- |
| 1  | Now What?              | E adesso?                      | 20 settembre 2010 | 14 gennaio 2011  |
| 2  | Selfish                | Egoista                        | 27 settembre 2010 | 21 gennaio 2011  |
| 3  | Unwritten              | Tra le righe                   | 4 ottobre 2010    | 28 gennaio 2011  |
| 4  | Massage Therapy        | Massaggio terapeutico          | 11 ottobre 2010   | 4 febbraio 2011  |
| 5  | Unplanned Parenthood   | Genitore per caso              | 18 ottobre 2010   | 11 febbraio 2011 |
| 6  | Office Politics        | Politica interna               | 8 novembre 2010   | 18 febbraio 2011 |
| 7  | A Pox on Our House     | Vaiolo                         | 15 novembre 2010  | 25 febbraio 2011 |
| 8  | Small Sacrifices       | Piccoli sacrifici              | 22 novembre 2010  | 4 marzo 2011     |
| 9  | Larger Than Life       | Il coraggio delle piccole cose | 17 gennaio 2011   | 11 marzo 2011    |
| 10 | Carrot or Stick        | Il bastone o la carota         | 24 gennaio 2011   | 18 marzo 2011    |
| 11 | Family Practice        | Affari di famiglia             | 7 febbraio 2011   | 25 marzo 2011    |
| 12 | You Must Remember This | Il dolore di ricordare         | 14 febbraio 2011  | 1º aprile 2011   |
| 13 | Two Stories            | Due storie                     | 21 febbraio 2011  | 7 aprile 2011    |
| 14 | Recession Proof        | A prova di recessione          | 28 febbraio 2011  | 7 aprile 2011    |
| 15 | Bombshells             | Hollywood, Hollywood           | 7 marzo 2011      | 14 aprile 2011   |
| 16 | Out of the Chute       | Fuori controllo                | 14 marzo 2011     | 14 aprile 2011   |
| 17 | Fall from Grace        | La caduta dell'angelo          | 21 marzo 2011     | 5 giugno 2011    |
| 18 | The Dig                | Indagine                       | 11 aprile 2011    | 12 giugno 2011   |
| 19 | Last Temptation        | L'ultima tentazione            | 18 aprile 2011    | 19 giugno 2011   |
| 20 | Changes                | Cambiamenti                    | 2 maggio 2011     | 26 giugno 2011   |
| 21 | The Fix                | Espedienti                     | 9 maggio 2011     | 3 luglio 2011    |
| 22 | After Hours            | Nella notte                    | 16 maggio 2011    | 10 luglio 2011   |
| 23 | Moving On              | Andare avanti                  | 23 maggio 2011    | 17 luglio 2011   |

## E adesso?
- Titolo originale: Now What?
- Diretto da: Greg Yaitanes
- Scritto da: Doris Egan

### Trama
House e Cuddy, dopo essersi baciati, fanno l'amore. Successivamente, House la convince a prendersi la mattina libera, che diventerà un'intera giornata. Intanto sopraggiunge Wilson, preoccupato per il suo amico, ma House non lo fa entrare. Cuddy pensa che lui non sia ancora pronto per una relazione pubblica, così il diagnosta, piccato, fa entrare Wilson e gli rivela di aver passato la notte con Cuddy. Wilson è convinto che sia sotto l'effetto del Vicodin e non vuole credergli; House allora lo porta in camera da letto, ma Cuddy non c'è. Wilson, accertatosi delle condizioni dell'amico, se ne va. Cuddy, che si era nascosta nell'armadio, si giustifica dicendo di non volerlo forzare a rivelare la loro relazione. Successivamente, gli chiede perché non le abbia ancora detto di amarla e lui le risponde che non è necessario esprimere il proprio amore a parole, perché i fatti dovrebbero bastare. Mentre Cuddy si accinge a tornare a casa, dopo una giornata passata a giocare con House, lui le dice che la loro relazione non funzionerà, chiedendole almeno un motivo per il quale lui non possa deluderla di nuovo. Cuddy gli dice di non volere che lui cambi e che è davvero convinta di amarlo; House, a sua volta, le dice di amarla. Tuttavia, dopo essersi salutati, i due appaiono titubanti. 
Durante la mattinata passata con Cuddy, House le intercetta l'ultima chiamata prima di spegnere il cellulare, venendo a sapere che all'ospedale manca un neurochirurgo la cui presenza è fondamentale, e consegna la questione a Chase. Non trovando sostituti disponibili nel raggio di decine di chilometri, il team di House è così impegnato a guarire il dottor Richardson, che soffre di nausea e allucinazioni per avere ingerito uova di rana. La diagnosi viene eseguita in corsa contro il tempo e non senza situazioni imbarazzanti, prima che l'ispettore sanitario faccia chiudere i reparti che necessitano di un neurochirurgo in grado di operare.
Nel mentre, Tredici lascia capire a tutti di essere in partenza per Roma, dove seguirà una cura sperimentale contro la malattia di Huntington. Quando, però, Foreman chiama l'ospedale italiano, il team viene a sapere che Tredici ha mentito e se n'è andata senza lasciare traccia.
- Diagnosi finale: intossicazione alimentare da uova di rana.
- Guest star: Matthew Salinger (Malkin), Chris Conner (Alex), George Wyner (Richardson), Bobbin Bergstrom (infermiera).
- Primo episodio in cui House è doppiato da Luca Biagini in seguito alla morte di Sergio Di Stefano nel 2010.
- Ascolti USA: telespettatori 10 540 000[4] – share 9%[5]
- Ascolti Italia: telespettatori 2 254 000 – share 8,10%[6]

## Egoista
- Titolo originale: Selfish
- Diretto da: Dan Attias
- Scritto da: Eli Attie

### Trama
La giovane Della, sorella di Hugo, malato di distrofia muscolare, sta dando una dimostrazione con lo skateboard a fini di beneficenza, ma durante l'esibizione accusa un improvviso arresto cardiaco. Il team di House ipotizza la sindrome del QT lungo e House decide di spaventare la paziente, che in caso di arresto cardiaco confermerebbe l'ipotesi. Cuddy, però, non è d'accordo e House torna sulle sue decisioni, chiedendo due test meno pericolosi; ciò preoccupa Taub, che lo vede indebolito dal rapporto amoroso con Cuddy. Il team scopre che i reni della paziente hanno ceduto, in quanto la ragazza non urina, nonostante le siano stati somministrati due litri e mezzo d'acqua. Questo fa capire che non si tratta di QT lungo, e House usa questa scusa per giustificare il suo cambio di idea: Lisa aveva ragione a non voler rischiare. Punta allora sull'amiloidosi, ma la giovane paziente, dopo aver rifiutato il midollo osseo di suo fratello, in quanto non vuole che lui soffra per lei, e prima di prendere le relative pillole, ha un emotorace, il che indica che anche questa diagnosi è errata. House vuole riempire un quarto del polmone con del gel e Cuddy, dopo qualche esitazione, gli dà il consenso. Tuttavia, il diagnosta non riesce ad agire senza il consenso sincero di Cuddy, e così fa suturare il polmone, come da lei precedentemente suggerito. House opta per una sindrome di Goodpasture e ordina al team di somministrare a Della immunosoppressori e plasmaferesi per poi farle una biopsia, i cui risultati sono negativi e indicano piuttosto la LAM. Alla paziente viene quindi trapiantato un polmone, che però dà problemi; il team di House non capisce se si tratti di rigetto o di infezione. Il trattamento di ognuno dei due peggiorerebbe la situazione dell'altro, in caso di errore: nel primo caso avrebbe un paio di giorni di vita, nel secondo poche ore. Si decide di somministrarle metilprednisolone per curare il rigetto e, in caso di peggioramento, antibiotici ad ampio spettro, sperando di essere ancora in tempo per curare l'infezione. Taub si rivolta, affermando che tanto House avrebbe cambiato di nuovo idea dopo il dialogo con Cuddy; il diagnosta lo manda a riferirle della decisione e puntualmente Cuddy gli fa cambiare idea, per cui si opta per gli antibiotici.
House, intanto, si confida con Wilson, dicendo di essere preoccupato, poiché non capisce perché lui e Cuddy si comportino così stranamente, non dicendo quello che pensano.
Nel frattempo, in ambulatorio, il geniale dottore ha a che fare con due signori molto anziani. Il primo ha 80 anni e rivela in confidenza di non volere più il padre a casa. Il secondo ha 102 anni e dice ad House di non riuscire più a sopportare di vivere col figlio. Entrambi danno una mancetta in segreto al medico per fargli eseguire analisi che, falsificate, attestino che il padre deve essere affidato a una casa di riposo. Ironia della sorte, i sintomi dell'anziano, tipici di quell'età, erano dovuti a un'intossicazione da zinco, spiegata dalla composizione della pasta fissante della dentiera, che l'uomo usava giornalmente in quantità eccessiva: House congeda padre e figlio restituendo loro i soldi.
Quando a Della scende la pressione, si capisce che non è un problema di infezione e si comincia a somministrare gli steroidi, ma anche la diagnosi di rigetto non risulta corretta. Il nuovo polmone è definitivamente compromesso e difficilmente si potrebbe ottenere quello di un nuovo donatore dalla commissione trapianti. Da una conversazione casuale con Hugo, House intuisce che Della ha una grave forma di anemia, quindi necessita, oltre che del polmone, anche di un trapianto di midollo osseo. House pensa a un doppio trapianto da Hugo alla sorella, ma Lisa si oppone, e il diagnosta a malincuore accetta di non proporre la soluzione ai genitori. Quando però il padre dei due ragazzi chiede ad House un qualunque spiraglio di speranza, lui si sente in dovere di metterlo di fronte a una scelta: usare il midollo di Hugo e metà del suo polmone, accorciando la sua già breve speranza di vita di 25 anni, o lasciare morire Della. L'uomo discute con la moglie, che è contraria a sottoporre Hugo a un'operazione, ma Della, sentendo i genitori litigare, tenta il suicidio staccandosi da flebo e respiratore, e cercando di scappare; di conseguenza, subisce uno shock da ipossia, ma i medici la ritrovano svenuta sulle scale, ancora viva. Cuddy si rende conto che non può più supervisionare House, così chiede al responsabile delle Risorse Umane di affidargli un altro supervisore. Tale richiesta, visto il carattere impossibile del diagnosta, viene bocciata. Hugo sente discutere House e Cuddy riguardo alla questione del trapianto e decide di aiutare la sorella. I due alla fine notano che, da quando sono tornati al lavoro (da quando stanno insieme), quell'accesa discussione è stata l'unico momento in cui sono stati veramente sinceri l'uno con l'altra e, siccome è andata a finire nel modo ottimale, proveranno a continuare su quella strada.
- Diagnosi finale: anemia drepanocitica
- Guest star: Alyson Stoner (Della), Cody Saintgnue (Hugo), Bobbin Bergstrom (infermiera), Sean Smith (Ernest), Reggie De Leon (Vincent), Stephanie Courtney (Claire), Dwier Brown (George).
- Ascolti USA: telespettatori 10 181 000 – share 9%[7]
- Ascolti Italia: telespettatori 2 657 000 – share 9,42%[8]

## Tra le righe
- Titolo originale: Unwritten
- Diretto da: Greg Yaitanes
- Scritto da: John C. Kelley

### Trama
Alice Tanner, autrice di una serie di libri per ragazzi, viene improvvisamente colta da convulsioni mentre cerca di togliersi la vita con un colpo di pistola, subito dopo aver finito di scrivere il suo ultimo libro e aver dialogato con la visione illusoria del personaggio protagonista dei suoi libri. House, suo grande fan (nonostante i libri di Alice siano indirizzati a un pubblico adolescente), intuisce che si è voluta suicidare, così la trattiene all'ospedale e ordina a Taub e Foreman di sorvegliarla. La paziente, tuttavia, non vuole farsi visitare da medici uomini, quindi House chiede a Cuddy di fare le veci di Tredici; lei acconsente, a patto che venga trovata una sostituta entro una settimana. Intanto, i due vanno a visitare la casa della scrittrice e hanno modo di parlare con la domestica, che è intervenuta dopo il tentato suicidio, la quale li informa che Alice è solita mangiare due o tre scatolette di tonno al giorno da diverso tempo. Al suo ritorno in ospedale, House si accorge che la paziente presenta un'iperidrosi unilaterale. Chase e Taub notano che Alice parla da sola, ma lei dice di esserne consapevole e che per una scrittrice è perfettamente normale. I medici si accingono quindi a effettuare una terapia chelante per un eventuale avvelenamento da mercurio causato dal tonno, ma la pressione e la frequenza cardiaca di Alice aumentano all'improvviso. L'esame per avvelenamento da metallo pesante risulta pulito, così House chiede di fare una risonanza magnetica per scovare un possibile feocromocitoma. Appena entrati nella stanza della RMN, il campo magnetico fa surriscaldare tre viti (di cui la scrittrice ha omesso l'esistenza) situate nella gamba della paziente, provocandole lacerazioni e ustioni di terzo grado. Intanto, House si convince che, per salvare Alice, sia necessario analizzare il suo ultimo romanzo, così chiede aiuto a Samantha, la fidanzata di Wilson, per leggere con la risonanza magnetica i nastri della macchina per scrivere, sottratti dalla casa della paziente. Chase e Foreman, con una PET, notano che la donna presenta un versamento pericardico.
Frattanto, Cuddy e House hanno un doppio appuntamento con Wilson e Samantha, e Cuddy chiede ad House di scegliere qualcosa che le piaccia: il diagnosta opta per il go-kart e Cuddy non pare affatto entusiasta. Dopo la corsa, House intuisce che le tre viti nella gamba di Alice sono dovute a un incidente stradale, così Taub lo aiuta a capire che si tratta di una siringomielia post-traumatica. La paziente, tuttavia, rifiuta di farsi curare. House cerca un motivo plausibile per il quale lei menta sull'incidente e scopre che in quell'occasione è morto suo figlio, a cui ella si è ispirata per delineare il protagonista dei suoi libri. Alice, il cui vero nome è Helen (come House ha scoperto indagando nel passato della donna), si è sempre ritenuta responsabile per la morte del figlio. Greg, mentendo, le rivela che il ragazzo sarebbe morto comunque, a causa di un aneurisma cerebrale. La paziente si convince dunque a ricevere le cure mediche e confida ad House di voler comunque lasciare al libro un finale aperto.
House si preoccupa continuamente di non avere molte cose in comune con Lisa e che lei possa accorgersene. Alla fine, Cuddy gli intima di discutere del loro rapporto, piuttosto che tenersi i dubbi per sé, e afferma di non essere un'amante dell'ordinario e di voler stare con lui semplicemente perché la fa sentire meglio.
- Diagnosi finale: siringomielia post-traumatica
- Guest star: Bobbin Bergstrom (infermiera), Cynthia Watros (Samantha Carr), Rosalie Vega (Yvette), Caitlin Chapman (donna), John Bain (Jack), Amy Irving (Alice), Seidy Lopez (Christina), Todd Bosley (assistente ai Go-kart).
- Ascolti USA: telespettatori 10 779 000 – share 10%[9]
- Ascolti Italia: telespettatori 2 586 000 – share 9,03%[10]

## Massaggio terapeutico
- Titolo originale: Massage Therapy
- Diretto da: David Straiton
- Scritto da: Peter Blake

### Trama
Una ragazza si sente male, vomita e ha un attacco di cuore; viene quindi portata al Princeton Plainsboro dal marito. Qui i medici le fanno le dovute analisi, ma durante l'arteriografia scoprono che ha delle costole fratturate. In un primo momento, la paziente racconta di essersele rotte dopo una caduta in bicicletta quando correva nella squadra universitaria e di essere stata curata al campus. Il team di House scopre però che nessuna studentessa con quel nome ha mai frequentato quell'università. Interrogata, la ragazza racconta di essere stata sposata con un uomo violento e geloso che la picchiava, così ha cambiato nome e si è trasferita, e ora frequenta un centro di sostegno per donne molestate.
Chase ha assunto la dottoressa Kelly, specializzata in psichiatria e molto attraente. House, che non crede nel suo potenziale, pensa che il giovane collega stia solo cercando di portarsela a letto. Nel corso dell'episodio, la dottoressa viene messa a dura prova e non riesce a essere all'altezza del resto dell'équipe.
Il marito della paziente scopre che il centro che lei frequenta non è per donne molestate; cerca allora di parlarle, ma lei ha delle allucinazioni dovute alla febbre alta, e viene quindi deciso di abbassarle la temperatura e di fare una biopsia cerebrale. Durante l'intervento, Taub si accorge che la temperatura è tornata nella norma e House esclude la febbre come sintomo, rendendosi conto anche che da quando è stata ricoverata non ha più vomitato né, tanto meno, ha avuto tachicardia. Quando la paziente si sveglia, House la costringe a confessare la verità: non è mai stata sposata con un uomo violento, in realtà è schizofrenica e tutti i sintomi che accusa sono effetti collaterali del risperidone, prescrittole dal centro che frequenta.
Chase ammette che Kelly non è adatta per il team. House invece gli dice che alla fine è stata lei a indirizzarlo sulla pista giusta e che se vuole può tenerla, ma Kelly ha già altri programmi.
Sullo sfondo, la relazione fra House e Cuddy viene nuovamente messa alla prova dalle stranezze di lui, ma puntualmente Wilson dispensa buoni consigli che faranno bene alla coppia. Cuddy scopre che House si fa fare dei massaggi da una prostituta con la quale ha avuto rapporti e gli impedisce di vederla ancora, ma lui non vuole cedere. Cuddy pensa che lui voglia solo sabotare la loro relazione, ma House ribatte dicendole che lei non lo rende partecipe a pieno della sua vita, non lo fa andare a casa sua e non gli ha presentato sua figlia. Lei risponde che deve proteggere sua figlia e non vuole che la bimba si affezioni a lui, se dovesse essere solo di passaggio nella sua vita. L'episodio si conclude con House e Cuddy che cenano a casa di lei. House, rimasto solo con la figlia di Lisa, la guarda rosicchiare il suo bastone e, sebbene all'inizio sia seccato, si lascia poi andare alla tenerezza della bimba.
- Diagnosi finale: effetti collaterali del risperidone
- Guest star: Erin Cahill (Margaret McPherson), Vinessa Shaw (dott.ssa Kelly Benedict), Jamie Tompkins (Brandi), Zachary Knighton.
- Ascolti USA: telespettatori 9 550 000 – share 9%[11]
- Ascolti Italia: telespettatori 2 805 000 – share 9,65%[12]
- Curiosità: il videogioco a cui House sta giocando in camera da letto è lo stesso apparso nell'episodio "Fallimento epico" della sesta stagione.

## Genitore per caso
- Titolo originale: Unplanned Parenthood
- Diretto da: Greg Yaitanes
- Scritto da: David Foster

### Trama
Abbey Grogan ha appena partorito la sua seconda figlia, ma la neonata ha dei gravi problemi respiratori. House ordina al team di controllare il fegato della bambina e subito dopo chiede a Foreman di trovare una nuova donna da assumere.
Intanto, il diagnosta è costretto da Cuddy a badare a Rachel, e così chiama Wilson per fargli compagnia. All'arrivo dell'oncologo, House accenna ad andarsene, lasciando l'amico solo con la bambina, ma Wilson lo minaccia di raccontare tutto a Cuddy. Tornati dentro casa, trovano Rachel per terra con una moneta in bocca e tutto il cibo a soqquadro; i due calcolano quindi il resto del conto del take away cinese per controllare che la bambina non abbia ingoiato nulla di potenzialmente pericoloso, scoprendo che manca una moneta da 10 cent. Mentre bada a Rachel, House via telefono licenzia la dottoressa assunta da Foreman senza neanche averla vista, come punizione per l'arroganza di Foreman, e ordina a Taub di trovarne un'altra.
Durante un intervento, la neonata accusa degli sbalzi di pressione. Intanto, Taub incomincia a esaminare l'idoneità della dottoressa Cheng. Il team, senza il consenso di House, che è irreperibile, somministra alla bambina degli steroidi, un agente antiangiogenetico e dopamina, ottenendo buoni risultati. Inoltre, a causa dei problemi al fegato, la bambina perde sangue da ogni foro degli aghi, quindi sua madre le dona del sangue.
House chiede a Cuddy di rimanere a casa di lei per la notte, così da poter controllare meglio Rachel, ma senza raccontarle dell'accaduto.
Il giorno seguente, il diagnosta non è convinto che le cure della sua squadra siano state realmente efficaci, così prevede che la bambina dovrà sentirsi nuovamente male. Nel frattempo, Justine, la primogenita di Abbey, incomincia a essere gelosa della sua  sorellina. La bambina, come previsto da House, si sente male, e così il geniale dottore chiede di collegare Abbey alla figlia mediante una trasfusione diretta. Parallelamente, lui e Wilson - di nascosto - eseguono un'ecografia a Rachel per verificare se abbia davvero la moneta nell'intestino, e trovano una macchia rotonda che sembra una moneta, ma che potrebbe essere una bolla.
La trasfusione fa riprendere nuovamente la bambina, ma neppure i medici riescono a capire perché e cercano la particolarità del sangue della madre. Dopo un prelievo, Taub e Foreman scoprono che la piccola paziente è affetta da un melanoma, senza dubbio passatole dalla madre: i relativi anticorpi curavano la patologia della bambina. House suppone che, se la madre è riuscita a trasmettere un melanoma alla figlia, vuol dire che esso è in uno stadio avanzato; la sua buona condizione fisica sarebbe possibile solo se ci fosse qualcos'altro che cura tale tumore: infatti, la donna risulta avere ben due cancri, di cui il secondo è un carcinoma polmonare. Gli anticorpi in circolo dovuti a quest'ultimo combattono il melanoma e per questo motivo il suo sangue è un grado di curarla. Il team raccomanda per la madre un intervento chirurgico per il cancro al polmone e per la bambina la chemioterapia, ma la donna sceglie di rinviare l'intervento di nove giorni per assicurarsi che la figlia sia guarita perfettamente, visto che col suo sangue il fegato sta guarendo velocemente. Abbey muore però improvvisamente per un'embolia polmonare e il sangue rimanente nel suo corpo risulta ancora sufficiente per curare la figlia. Justine promette di prendersi cura della sorellina.
Taub, dopo aver pensato a lungo su quali potessero essere le intenzioni di House, decide di assumere la dottoressa Cheng, che però rifiuta, perché lui si è comportato in maniera infantile a causa del suo timore nei confronti di House. Alla fine della giornata, dopo che House è riuscito a rimandare il ritorno a casa di Cuddy grazie a un trucco, Wilson e House si chiedono come mai Rachel non espella la monetina nonostante le purghe e notano di aver calcolato male il resto della cena. Più tardi, House e Cuddy sono a letto e Rachel incomincia a lamentarsi. Questa volta va Lisa a controllare, mentre House ascolta il baby monitor, sentendo Cuddy esclamare: «Come hai fatto a ingoiare una moneta?»; al che, Rachel risponde: «House».
- Diagnosi finale: melanoma
- Guest star: Jennifer Grey (Abbey), Gabrielle Christian (Justine), Keiko Agena (dott.ssa Cheng), Bobbin Bergstrom (infermiera), Kayla e Rylie Colbert (Rachel Cuddy).
- Ascolti USA: telespettatori 9 654 000 – share 9%[13]
- Ascolti Italia: telespettatori 2 631 000 – share 9,19%[14]

## Politica interna
- Titolo originale: Office Politics
- Diretto da: Sanford Bookstaver
- Scritto da: Seth Hoffman

### Trama
Stanca di aspettare che House assuma una dottoressa per sostituire Tredici, Cuddy gli impone una sua scelta: si tratta della giovane Martha Masters, non ancora laureata ma con doti da genio, come dimostra eseguendo calcoli complicati e citando a memoria una serie di difficili nozioni di fronte al team di House. Martha però non riscuote le simpatie di House, che non perde un momento per metterla in difficoltà. Il geniale diagnosta non tollera soprattutto il rigore morale della ragazza, che si rifiuta di entrare in casa del paziente senza il suo consenso e di mentirgli, anche su ordine di House. Nel corso dell'episodio, tutto incentrato sul dilemma etico (se è giusto oppure è sbagliato fare la cosa sbagliata anche se per il bene del paziente), il diagnosta arriva a licenziare il nuovo acquisto del team ben tre volte, riassumendola sempre. Nel frattempo, si scontra con i propri personali dilemmi morali: la scelta tra la lealtà verso Cuddy e perseguire quella che ritiene possa essere la miglior cura per il paziente. Nel corso dell'episodio anche gli altri membri del team fanno conoscenza della nuova collega. Il più insofferente è Taub, tanto da indurre gli altri a pensare che sia invidioso della giovinezza di Martha o della sua intelligenza superiore. Per smentirli, Taub arriva a sfidare Foreman a pallacanestro. Finiti in cella per l'ennesima effrazione in casa di un paziente, i colleghi scoprono le vere ragioni dell'antipatia di Taub verso la giovane, cioè il fatto che Martha non lo avesse riconosciuto, nonostante gli avesse parlato faccia a faccia per un'ora in occasione di un colloquio di ammissione universitario.
Il caso clinico trattato nell'episodio riguarda uno spregiudicato consulente politico che si ammala a una settimana dalle elezioni del suo candidato senatore. Si scopre che ha contratto l'epatite C dallo stesso candidato, sniffando insieme a lui cocaina, e il diagnosta lo curerà in via sperimentale infettandolo con l'epatite A. Per farlo deve però falsificare un test, ingannando Cuddy. Nella scena finale, Cuddy scopre il raggiro e si allontana delusa dall'ospedale.
- Diagnosi finale: epatite C
- Guest star: Jack Coleman (Joe Dugan), Tracy Vilar (infermiera Regina), Pat Finn (senatore Anderson).
- Ascolti USA: telespettatori 9 627 000 – share 9%[15]
- Ascolti Italia: telespettatori 2 295 000 – share 7,55%[16]

## Vaiolo
- Titolo originale: A Pox on Our House
- Diretto da: Tucker Gates
- Scritto da: Lawrence Kaplow

### Trama
Julie, una ragazza adolescente, si ferisce accidentalmente con i vetri di un barattolo trovato sul fondale marino, mentre faceva immersione subacquea alle Bermuda assieme al fratellastro. I medici del Princeton-Plainsboro la mettono subito in quarantena, poiché, provenendo il barattolo da una nave negriera affondata di proposito in quanto infestata dal vaiolo, c'è il rischio che anche la ragazza abbia contratto tale malattia. Il barattolo conteneva escare di presunto vaiolo. Chase e Masters vaccinano immediatamente lei e la famiglia, ma la studentessa, come nel caso precedente, non riesce a tenere all'oscuro la paziente del loro sospetto.
Intanto Cuddy si dimostra molto permissiva con House, il quale intuisce che lei sa di essere stata presa in giro riguardo all'ultimo caso, quando lui le ha mostrato un test fasullo; va dunque a parlarne con la donna, ma non accenna a scusarsi, in quanto crede di aver agito correttamente.
Frattanto, arriva una squadra del CDC, che decide di tenere la ragazza alla larga anche dal personale medico per 18 ore, in attesa dei risultati ufficiali delle loro analisi. Tuttavia, il team di House ha scoperto, assieme alle tipiche macchie provocate dal vaiolo, un rash, sintomo non compatibile con la malattia. Non potendo visitare la paziente, House interpella una spogliarellista olandese (il metodo più rapido, a suo dire, per via del fuso orario) per farsi tradurre il diario di bordo dell'antica nave affondata, trovato in un museo delle Bermuda; da questo trapela che solo gli schiavi erano ammalati, mentre il resto dell'equipaggio no. Martha osserva che uno schiavo assetato potrebbe bere qualsiasi liquido, quindi pensa alla scrofola, cioè linfoadenopatia tubercolare esantematica. Intanto, il patrigno di Julie sembra avere gli stessi sintomi; House è convinto che questi siano stati scatenati dal vaccino contro il vaiolo, visto che l'uomo è guarito da un cancro ai reni sei anni prima, e crede che un'insufficienza immunitaria dovuta a un ritorno del tumore gli impedisca di reagire al vaccino. Infatti, la malattia ha uno sviluppo più veloce su di lui che su Julie. House entra nella sua stanza per somministrargli dell'interferone, contro la volontà di un membro del CDC, che lo chiude nella stanza del malato per sicurezza. I sintomi del paziente peggiorano sempre di più, ma non compaiono mai le macchie sui palmi delle mani e dei piedi, quindi House persevera nella convinzione che non sia vaiolo. Dopo aver dato l'estremo saluto alla sua famiglia, il patrigno di Julie va in arresto cardiaco e muore. Masters cerca di ottenere altre informazioni sull'equipaggio della nave affondata e scopre che il gatto del capitano morì dopo aver perso il pelo, forse contaminato dai topi. Convinta dunque che sia Julie sia il padre siano stati infettati dal batterio Rickettsia e non dal variola virus (quindi che abbiano contratto il "vaiolo da Rickettsia" cioè il tifo esantematico), corre ad avvisare House, che infine ne trova la prova (una piccola escara sul dorso) sul corpo del defunto, e salva così la vita di Julie.
Durante il periodo di quarantena nell'ospedale, Sam è costretta a restare all'interno della struttura, così ne approfitta per osservare Wilson al lavoro. L'oncologo deve sottoporre a una seduta di chemioterapia a una bambina, che vuole a tutti i costi avere con sé Lamby, il proprio agnello di peluche. Non potendo recuperare il pupazzo, in quanto l'ospedale si trova momentaneamente a porte chiuse, Sam compra un peluche simile a quello della bambina, ma la piccola paziente si rifiuta di fare la chemio, in quanto la donna e Wilson hanno cercato di persuaderla che quel peluche fosse Lamby. Sam si scusa con la bambina e riesce a convincerla. Avendo assistito alla scena, Wilson loda la sua capacità di persuasione e le propone l'argomento "figli".
- Diagnosi finale: tifo esantematico da Rickettsia prowazekii
- Guest star: Cynthia Watros (Sam Carr), Samantha Smith (Lulu), Dylan Baker (dott. Dave Broda), Andrew Fiscella (Niles), Hayley Chase (Julie), Aaron Refvem (Roger), Devon Woods (Eve), Tess Kartel (Geerte).
- Ascolti USA: telespettatori 10 765 000 – share 9%[17]
- Ascolti Italia: telespettatori 2 780 000 – share 9,61%[18]

## Piccoli sacrifici
- Titolo originale: Small Sacrifices
- Diretto da: Greg Yaitanes
- Scritto da: David Shore[19]

### Trama
Un uomo disperato per un glioblastoma al quarto stadio, incurabile, diagnosticato alla figlia Marisa decide di fare un "patto" con Dio: se Lui la farà guarire dal cancro, il padre si crocifiggerà per ogni anno in cui la bambina resterà in vita, in segno di fede. Tuttavia, durante una di queste crocifissioni, si sente male e viene portato al Princeton Plainsboro, dove Cuddy assegna il caso a House.
Tra i due continua la diatriba circa la necessità di essere onesti l'uno con l'altro e circa le scuse che Cuddy sta ancora aspettando per la bugia detta da House nell'episodio Politica interna. House però, convinto che "tutti mentono", pensa che un buon modo per non chiedere scusa a Lisa sarebbe quello di metterla nella condizione di mentirgli a sua volta, così da pareggiare il conto. 
Nel frattempo, la questione che si apre tra House e il suo paziente è tra credo religioso e determinismo causale, ossia la necessità umana di trovare le spiegazioni e le cause delle cose, anche a costo di "accontentarsi" di risposte forzate o illogiche come quelle che, secondo House, dà la religione. Non potendosi però spiegare l'effettiva regressione del glioblastoma di Marisa, House si consulta con Wilson (pensando a una diagnosi errata di tumore cerebrale o a un rarissimo caso di remissione spontanea), il quale arriva in ritardo perché è andato a comprare un anello di fidanzamento per Sam; l'oncologo è deciso a proporsi alla fidanzata durante il giorno del matrimonio del presidente del CDA dell'ospedale, imitando la situazione in cui si è dichiarato per la prima volta. Al matrimonio sono invitati anche Cuddy, House e il suo team. Nel frattempo, mentre il paziente risulta negativo per tutte le possibili infezioni rilevabili con la puntura lombare, Taub esprime agli altri la propria preoccupazione circa il comportamento sospetto della moglie, che sembra nascondergli qualcosa. Lo stesso Taub propone la diagnosi di Rhodococcus equi, che sarà momentaneamente smentita quando il paziente perderà un dente. Chase e Masters entrano allora in casa di quest'ultimo per confermare l'ipotesi di avvelenamento da metalli pesanti, trovando invece una situazione di indigenza molto grave, che porta alla luce la denutrizione del paziente (cosa che spiega la perdita del dente). Wilson trova la cartella della figlia del paziente, rivelando ad House che il tumore era reale ed è regredito con la chemioterapia, anche se solitamente non funziona nei casi simili.
Taub, nel mentre, segue la moglie a un appuntamento che ha scoperto in un motel, ma non la coglie sul fatto come si aspettava; parlandole, scopre che ha conosciuto un uomo al gruppo di supporto per persone con compagni infedeli.
Il paziente accusa un nuovo sintomo, la sindrome pseudobulbare: esprime fisicamente emozioni diverse da quelle che prova. Il team allora esegue una risonanza magnetica al cervello e scopre lesioni da sclerosi multipla, che non erano risultate in precedenza, perché la denutrizione aveva annichilito il sistema immunitario del paziente, che è quello attaccato dalla sclerosi.
Intanto, tutte le manovre di House per pareggiare i conti con Cuddy vanno in fumo: lei non mente, o meglio non mente a lui.
Il paziente continua a peggiorare nonostante il prednisone: House diagnostica allora la sclerosi di Marburg (una forma grave e atipica di sclerosi multipla), che può essere curata solo sperimentalmente con le cellule staminali embrionali, cura contraria ai principi del credo cattolico. Masters prova a fare cambiare idea al paziente facendolo convincere dalla figlia Marisa, che lo apostrofa dicendo che se Dio non vuole che lui si curi con l'unica cura possibile, allora è un Dio cattivo e lei lo odia.
Alla festa del matrimonio, Taub parla con la moglie, la quale gli assicura di non avere una relazione extraconiugale, aggiungendo che non ha neppure mai incontrato l'uomo conosciuto al gruppo di supporto, che vive in un altro stato, ma che riesce a parlare con lui di cose delle quali sente di non poter discutere con suo marito. Malgrado la natura platonica di questo rapporto, Taub si sente tradito e chiede alla moglie di chiudere questa relazione, a suo avviso troppo intima, ma lei risponde di averne bisogno. Nella stessa festa, Chase continua a rovinare la piazza a Foreman e House vince finalmente la sua battaglia personale con Cuddy, scoprendo che lei è già stata sposata, cosa che Lisa aveva appena negato. Wilson si propone per la seconda volta a Sam ma, come pronosticatogli da House, la proposta non va a buon fine: la donna gli rimprovera di non averle creduto e di aver preso questa decisione su delle false convinzioni, quindi lo lascia.
House riesce infine a far accettare al paziente il trattamento con le cellule staminali attraverso un abile inganno, sostenendo che la figlia ha ancora dei tumori nascosti e Dio ha rotto il patto, ma tenendone all'oscuro Masters; dopo avergli detto di essersi sbagliato a leggere l'esame (mentendogli) viene anche molto colpito dalla sua visione incrollabile della religione, in quanto "la fede non è un ragionamento" (Dio dovrebbe punirlo ma siccome è misericordioso non lo fa), cosa che House accetta in quanto per lui completamente irrazionale ma basata sulla fiducia. 
In base a questa logica, il diagnosta arriva a scusarsi con Cuddy, sacrificando la sua convinzione di aver fatto la cosa giusta all'illogicità della "fede"; rivelerà però a Wilson di averle di nuovo mentito.
- Diagnosi finale: sclerosi multipla di Marburg
- Guest star: Cynthia Watros (Sam Carr), Jennifer Crystal (Rachel Taub), Kayla Ewell (Nika), Stella Maeve (Kenzie), Nigel Gibbs (Sanford Wells), Madalyn Horcher (Marisa),  Kuno Becker (Ramon), Jaime Zevallos (Marcus), Alan Marco (Victor), Kirby Griffin (Casey), Ed Williams (Anthony).[19]
- Ascolti USA: telespettatori 9 239 000 – share 8%[20]
- Ascolti Italia: telespettatori 2 500 000 – share 8,59%[21]

## Il coraggio delle piccole cose
- Titolo originale: Larger Than Life
- Diretto da: Miguel Sapochnik
- Scritto da: Sara Hess

### Trama
In una stazione della metropolitana una donna in preda a una crisi epilettica cade fra i binari e un uomo non esita a lanciarsi in suo soccorso, fra le grida degli attoniti testimoni, che lo acclamano come eroe. L'uomo ha poi un collasso e perde conoscenza. Il caso viene scovato al pronto soccorso da Masters e portato all'attenzione di House, che ritiene che il gesto eroico altro non sia che un sintomo di qualche malattia. Dopo varie ipotesi, si scopre che l'uomo ha la varicella: è stato contagiato dalla figlioletta, portatrice sana, e rientra in quei casi in cui non si manifestano le vescicole.
House fa di tutto per saltare la cena di compleanno di Cuddy, alla quale parteciperà anche sua madre. Alla fine è costretto ad andare e scopre di avere una "suocera" bisbetica, che comunque accondiscende al rapporto di sua figlia con House, perché ha capito che lui la ama dal fatto che per lei è riuscito a tacere quello che pensa della madre.
Taub viene scelto come testimonial del Princeton Plainsboro, dopo che i fotografi avevano scattato immagini di vari dottori dell'ospedale. Vengono esposti molti cartelloni pubblicitari in giro per la città con la sua foto; questo, oltre a scatenare l'ilarità e il cinismo di House, ha due effetti: la moglie di Taub sembra avere un improvviso aumento di libido, che si scopre però essere dovuta al rapporto epistolare con Phil, l'amico conosciuto su Internet. Ciò porta Taub a chiedere il divorzio alla moglie, perché capisce che con lui non è felice.
Al contempo, Chase capisce che in un ospedale la bellezza non conta quanto l'apparente credibilità, che sembra che Taub possegga in misura maggiore.
- Diagnosi finale: varicella
- Guest star: Amber Tamblyn (Martha M. Masters)[19], Matthew Lillard (Jack), Candice Bergen (Arlene Cuddy)
- Ascolti USA: telespettatori 10 524 000 – share 9%[22]
- Ascolti Italia: telespettatori 2 530 000 – share 8,65%[23]

## Il bastone o la carota
- Titolo originale: Carrot or Stick
- Diretto da: David Straiton
- Scritto da: Liz Friedman

### Trama
House e il suo team devono risolvere il caso di un istruttore, Driscoll, che lavora in un campo di recupero giovanile, il quale è rimasto parzialmente bloccato accusando dolori lancinanti alla schiena e non riuscendo a urinare. Quando i medici incominciano a sospettare che uno dei suoi allievi lo abbia avvelenato, Foreman e Masters accusano un ragazzo in particolare, Landon. Tuttavia, quest'ultimo finisce in ospedale con gli stessi sintomi dell'istruttore. Dopo avere appreso che Landon era stato mandato nel campo per un reato di scarsa rilevanza, ulteriori indagini rivelano che Driscoll è il padre del ragazzo. I due sono quindi affetti da una malattia trasmessa geneticamente, identificata da House come porfiria variegata.
Nel frattempo, House cerca di aiutare la figlia di Cuddy, Rachel, a entrare in una prestigiosa scuola materna, allenandola a superare dei test infantili, all'insaputa di Cuddy. Il diagnosta crede, infatti, che la bambina non sia sufficientemente intelligente, per cui Cuddy potrebbe essere delusa da un rifiuto della scuola. Quando Rachel finisce la prova d'ammissione, gli insegnanti dicono a Cuddy che dalla sua reattività pare che qualcuno la abbia addestrata. Allora Lisa chiede alla figlia se qualcuno le abbia insegnato come fare i giochi ed ella risponde di no, rendendo House orgoglioso di lei. Rachel non viene comunque accettata per sovrannumero, ma Cuddy sembra comunque prenderla bene.
Intanto, Chase nota che qualcuno è penetrato nel suo account di un social network e gli ha sostituito l'immagine personale con una foto ritoccata, che lo ritrae nudo e che, a quanto egli dice, gli rende il suo pene molto più piccolo di com'è in realtà. Chase sospetta di una delle ragazze con cui ha fatto sesso dopo il matrimonio celebrato nell'episodio Piccoli sacrifici, la quale si sarebbe vendicata per il suo mancato interesse la mattina seguente. Il medico rintraccia tutte le ragazze, ma ognuna di esse lo convince della propria innocenza. Alla fine, si ricorda che la sorella di una delle ragazze con cui ha dormito quella notte era passata nella sua stanza. Quando riesce a rintracciarla, scopre che ha parlato con lei nella hall dell'albergo e che si è vendicata perché è stata delusa dal fatto che, quando gli ha confessato che non fa mai sesso al primo appuntamento, Chase ha finto di andare in bagno e non si è più fatto sentire. Il medico decide di scusarsi e le chiede un appuntamento che non implichi il passare la notte insieme, ma la ragazza declina l'invito.
Durante le ricerche di Chase, Taub gode vedendo che anche il suo collega ha problemi oltre a lui, che si sta lasciando con la moglie e vive in albergo.
- Diagnosi finale: porfiria variegata
- Guest star: Amber Tamblyn (Martha M. Masters), Sasha Roiz (Driscoll), Tyler James Williams (Landon), Nigel Gibbs (Sanford Wells), Kayla Ewell (Nika), Stella Maeve (Kenzie).
- Ascolti USA: telespettatori 10 440 000 – share 9%[24]
- Ascolti Italia: telespettatori 2 611 000 – share 9,06%[25]

## Affari di famiglia
- Titolo originale: Family Practice
- Diretto da: Miguel Sapochnik
- Scritto da: Peter Blake

### Trama
La madre di Cuddy ha un malore e viene sottoposta alle cure di House. Una serie di controversi escamotage oltre il limite della legalità e di questioni morali, al fine di salvare l'insolita paziente, porterà Cuddy a conoscere un po' meglio la propria madre, a partire dalla relazione con un giovane carpentiere messicano.
House, essendo il diagnosta migliore, viene assegnato alla nuova paziente, ma successivamente verrà licenziato dalla stessa a causa del suo pessimo carattere. Egli continua con sistemi poco ortodossi a curarla, coinvolgendo persino Cuddy, la quale sostituisce di nascosto dal nuovo medico curante le flebo di medicinali, rischiando il posto e la carriera.
Nel frattempo Rachel, l'ex moglie di Taub, gli trova un impiego parallelo dal fratello assicuratore, come consulente medico. Tra i due non corre buon sangue, tanto che l'ex cognato era arrivato a rompergli il naso in passato. Durante il primo colloquio, Taub nota sulla scrivania una tomografia della testa di un bambino, un caso milionario che si appresta a un'imminente risoluzione. Nonostante i colleghi che lo avevano preceduto non avessero notato nulla, egli crede di vedere un potenziale ematoma cranico. Si reca così di nascosto a casa del ragazzo, dove avverte la madre, consigliandole di recarsi nel più vicino ospedale per eseguire degli esami.
Il caso di House è a un punto di stallo, e tutto è reso più difficile dal fatto che le diagnosi e le cure devono essere fatte all'oscuro sia della paziente sia del nuovo medico. Per poter procedere coi suoi sistemi poco ortodossi, House allontana dal caso Masters per impedire che se ne accorga e pregiudichi in qualche modo lo svolgersi dei suoi piani. Il trucchetto non regge a lungo e, per evitare che l'assistente vada dalla paziente a rivelarle l'imbroglio, il geniale dottore arriva persino a minacciare di stroncarle per sempre la carriera universitaria. Inizialmente la ragazza cede al ricatto, ma la sua forte morale ha la meglio e la tresca viene rivelata. La madre reagisce malissimo alle menzogne della figlia e, seppur in condizioni critiche, pretende di essere trasferita in un altro ospedale. La Cuddy è distrutta, sa di consegnare la madre a morte certa. House, con la rudezza che lo contraddistingue, la spinge a sfidare per la prima volta la madre, anche perché in fondo al suo cuore sa che, se dovesse accadere il peggio, un giorno l'amata potrebbe incolparlo di non aver salvato sua madre. La direttrice sanitaria corre allora sull'ambulanza, dove Arlene è già pronta per essere trasferita e, parlando forse per la prima volta sinceramente, le due donne si capiscono. La madre si convince a ritornare paziente di House, un medico che sicuramente la tratterà male, ma l'unico a poterle garantire la sopravvivenza. Da lì a poco, infatti, l'eccezionale diagnosta intuisce l'origine di tutti i sintomi: una protesi all'anca che ha incominciato a disgregarsi e a rilasciare tracce di cobalto nell'organismo. Una volta operata d'urgenza e rimossa la vecchia protesi, le sue condizioni migliorano immediatamente. Inaspettatamente House non licenzia Masters, nonostante questa lo abbia apertamente sfidato, in quanto ha bisogno di una figura che in futuro gli impedisca di fare qualcosa che Cuddy non prenderebbe bene.
Nel finale, Taub viene aggredito nel bagno dell'ospedale dall'ex cognato, il quale gli rompe nuovamente il naso. La madre del ragazzino, infatti, ha sporto denuncia nei suoi confronti accusandolo di avergli nascosto deliberatamente lo stato di salute del figlio, nonostante i risultati degli esami fossero infine negativi. Rachel, però, andrà in albergo a confortare l'ex marito, perché capisce che le sue azioni erano dettate dal suo buon cuore.
- Diagnosi finale: avvelenamento da cobalto
- Guest star: Amber Tamblyn (Martha M. Masters), Paula Marshall (Julia Cuddy), Ben Bode (dott. Marty Kaufman), Jennifer Crystal (Rachel Taub), Michael Gladis (Jaimie), Candice Bergen (Arlene Cuddy), Julia Rose (Kara).
- Ascolti USA: telespettatori 12 325 000 – share 11%[26]
- Ascolti Italia: telespettatori 2 539 000 – share 8,76%[27]

## Il dolore di ricordare
- Titolo originale: You Must Remember This
- Diretto da: David Platt
- Scritto da: Katherine Lingenfelter

### Trama
Una cameriera con una memoria perfetta (ipertimesia) soffre di una paralisi temporanea. La sorella maggiore la visita spesso in ospedale, ma il rancore che la paziente prova nei suoi confronti (causato dalla sua memoria, che le permette di ricordare tutte le delusioni che le ha arrecato) innesca in lei degli alti livelli di stress e causa complicazioni di salute ancora maggiori. Masters scopre che riparare una sorellanza spezzata può rivelarsi più complesso che trovare una giusta diagnosi per la paziente. Nel frattempo, Foreman deve aiutare Taub a prepararsi per superare un esame di aggiornamento e lo accoglie temporaneamente a casa sua.
House, determinato ad aiutare Wilson a trovare una nuova donna, scopre il compagno segreto dell'amico, una gatta di nome Sara.
- Diagnosi finale: sindrome di McLeod
- Guest star: Amber Tamblyn (Martha M. Masters), Tina Holmes (Nadia), Claire Rankin (Elena).
- Ascolti USA: telespettatori 9 863 000 – share 9%[28]
- Ascolti Italia: telespettatori 2 529 000 – share 8,93%[29]
- Collegamenti: il videogame a cui giocano Taub e Foreman si chiama SavageScape ed è lo stesso in cui stava giocando il paziente nell'episodio Fallimento epico.

## Due storie
- Titolo originale: Two Stories
- Diretto da: Greg Yaitanes
- Scritto da: Thomas L. Moran

### Trama
Una ragazza e un ragazzo, mentre stanno per baciarsi dietro la loro scuola, vengono scoperti da un'insegnante. Questa li porta nell'ufficio della preside, che è occupata, e devono quindi aspettare in sala d'attesa. Qui incontrano House, anch'egli in attesa. Il diagnosta incomincia quindi a raccontare loro cosa gli è successo tre ore prima in un'aula scolastica. House infatti era andato a parlare a un gruppo di ragazzi nel "Career day", sotto le spoglie del dottor Hourani. Nell'occasione, il geniale dottore racconta un complicato caso di uno studente che, dopo aver vomitato sangue, vomita addirittura anche una porzione di polmone e sta lentamente morendo. I due ragazzini domandano ad House se ha una fidanzata: House risponde loro che ce l'ha, ma che ultimamente è arrabbiata con lui. Confessa anche il motivo per cui era realmente lì, ovvero doveva un favore a un uomo a cui aveva chiesto di mettere una buona parola per la scuola della figlia della Cuddy, come modo per farsi perdonare. Recandosi alla scuola per la giornata di orientamento, aveva tamponato l'auto di un altro partecipante, ma aveva dichiarato un nome falso - appunto Hourani - per non assumersi la colpa dell'incidente. Durante la spiegazione in classe, tuttavia, House si lascia sfuggire il nome del vero dottor Hourani in terza persona e viene scoperto. Anche l'uomo dell'incidente si trova in quell'aula e incomincia a litigare e a picchiarsi con lui di fronte a tutta la scolaresca.
Alla fine, House va a parlare alla preside e lì ha un colpo di genio. Capisce, infatti, che il suo paziente sta male perché ha ingoiato un pisello durante un pasto: questo, invece di andare nello stomaco, gli era finito in un polmone e aveva causato una serie di reazioni a catena che lo stavano uccidendo. Per questo motivo, l'uomo non rispondeva alle cure.
Il litigio con Cuddy prendeva spunto dal fatto che lei non si sente considerata abbastanza, e soprattutto che House non le dimostra di tenere a lei. Proprio per questo motivo House aveva tentato di farle avere una raccomandazione per Rachel all'asilo; la situazione sembra risolversi alla fine dell'episodio, quando lui le chiede scusa e lei lo invita a cena.
- Diagnosi finale: polmonite ab ingestis a causa di cibo depositato in un polmone
- Guest star: Amber Tamblyn (Martha M. Masters), Brittany Ishibashi (Corwin), Erika Alexander (Fields), Maurice Godin (dott. Hourani), Tracy Vilar (Infermiera Regina), Haley Pullos (Colleen), Austin Michael Coleman (Zachary Taylor), Logan Arens (Gabe), Michael Chey (Alex), Tiffany Espensen (Sophie), Matthew Haddad (Timmy Morgan), Nigel Gibbs (Sanford Wells), Joyce Greenleaf (Washburn).
- Ascolti USA: telespettatori 10 414 000 – share 9%[30]
- Ascolti Italia: telespettatori 1 994 000 – share 6,91%[31]
- Curiosità:
  - Nell'ufficio della preside, House mostra il proprio documento d'identità, in cui è indicato il 15 maggio 1959 come data di nascita; questo dato, però, è in conflitto con ciò che appare nella puntata Mr Jekyll e Dr House della serie, in cui la data di nascita (indicata, questa volta, sul braccialetto da ricovero) è l'11 giugno 1959 (data di nascita dello stesso Hugh Laurie). Inoltre si nota l'indirizzo di residenza: Baker Street, che è l'indirizzo di Sherlock Holmes a Londra.
  - La scena in cui House e Foreman vanno in una casa con tre ragazzi è una citazione del film Pulp Fiction.

## A prova di recessione
- Titolo originale: Recession Proof
- Diretto da: S. J. Clarkson
- Scritto da: John C. Kelley

### Trama
L'episodio incomincia con un uomo, Bert, che ripulisce la scena di un crimine sporca di sangue con una spazzola. La moglie gli telefona e lui mente dicendole di essere a una riunione con dei colleghi. Subito si scopre che Bert non sta ripulendo il sangue della vittima dell'omicidio perché è il colpevole, ma perché è stato ingaggiato dalla polizia per farlo. È costretto a farlo perché la recessione l'ha portato a chiudere la sua agenzia immobiliare e ad ipotecare la casa, perciò ha bisogno di soldi.
Poco dopo, l'uomo si riveste da agente immobiliare e va a cena con la moglie in un ristorante cinese. Qui si sente male e ha alcuni rash, venendo quindi ricoverato al Princeton Plainsboro.
Cuddy ha vinto un premio e deve andare a ritiralo venerdì sera, per cui prega House di accompagnarla. Il medico finge di cercare delle scuse per non andarci, dicendole che ha già confermato la sua presenza. Cuddy, che non si fida, costringe Wilson a scommettere con House fino a 300 dollari per farlo andare.
Taub e Foreman vanno a ispezionare l'agenzia di Bert e lì scoprono un'intera stanza di scorie chimiche a cui l'uomo è di sicuro stato esposto.
Più tardi, Taub confida a Foreman che soffre nel sapere che sua moglie è andata oltre nel suo rapporto con l'uomo conosciuto sul web. I due litigano per vari motivi, ma da questo spunto hanno occasione di ragionare sulle loro vite.
Il problema che devono risolvere, invece, Chase e Masters è quello del vero lavoro di Bert, che non ha mai detto nulla alla moglie, la quale crede ancora che il marito sia un agente immobiliare. Chase consiglia a Bert di non dire la verità, al contrario Masters gli suggerisce di rivelare tutto alla moglie. Bert dà ascolto a quest'ultima, e confessa alla moglie non solo di aver perso il lavoro, ma anche che il loro conto in banca è prosciugato e che hanno 200.000 dollari di debiti con una banca. Diane, la moglie, se ne va scioccata senza rivolgergli la parola. Subito dopo, a Bert sale la febbre e ritorna il rash.
House è sempre più deciso ad andare a ritirare il premio con Cuddy, ma allo stesso tempo rovinando la festa: per questo ingaggia un'intera banda di musicisti messicani affinché disturbino gli ospiti.
Più tardi, quando Bert entra in coma, i medici pensano che l'unica ipotesi plausibile sia il tumore al cervello, ma hanno bisogno dell'autorizzazione della moglie per avviare la chiemioterapia. Quando Diane ritorna, chiede a Masters di potere parlare con il marito e quest'ultima omette di dirle che non può sentirla a causa della sordità sopravvenuta prima del coma. Diane confida a Bert di essere stata una stupida e di avere anche lei un segreto: è incinta.
House non sa ancora che cosa fare, ma l'idea gli viene da una frase di Masters. È colpa del freddo: con gli esami, TAC, operazioni e la febbre non avevano fatto altro che raffreddare il suo corpo, e questo abbassamento di temperatura corrisponde a una malattia, sindromi periodiche associate alla criopirina, molto rara ma curabile.
Masters e Chase si precipitano da Bert per curarlo, ma lo trovano in arresto cardiaco. I due provano a rianimarlo, ma senza successo. Certi che il paziente è ormai morto, staccano i macchinari.
House è distrutto dalla morte dell'uomo e si interroga sulla sua professione, ritenendo di essere un medico peggiore da quando si è fidanzato con Cuddy.
Alla fine, decide di non andare alla festa di gala, ma va a casa di Cuddy ubriaco alle 3 di notte, inizialmente dicendole che pensa di essere diventato un medico peggiore, ma poi che invece - tra salvare tutti e stare con lei - sceglie la seconda opzione.
Dopo qualche battibecco tra Chase e Masters, lei gli chiede se gli stia simpatica. Ultimamente, infatti, le sta venendo il dubbio di non riuscire a costruire rapporti con i pazienti. Lo pensa perché, dopo aver lasciato da parte ragazzi e rapporti personali per lo studio, ora non riesce più a ottenerli.
- Diagnosi finale: sindromi periodiche associate alla criopirina
- Guest star: Amber Tamblyn (Martha M. Masters), Adrian LaTourelle (Bert), Ashley Jones (Diane).
- Ascolti USA: telespettatori 11 008 000 – share 10%[32]
- Ascolti Italia: telespettatori 1 988 000 – share 7,54%[31]

## Hollywood, Hollywood
- Titolo originale: Bombshells
- Diretto da: Greg Yaitanes
- Scritto da: Liz Friedman, Sara Hess

### Trama
L'episodio è incentrato su due casi: un ragazzo depresso di 16 anni, Ryan, con ematemesi dopo una partita di basket con gli amici e parallelamente quello di Cuddy, preoccupata di avere un carcinoma renale in seguito a ematuria e alle successive analisi, dalle quali viene riscontrata una massa renale sospetta.
Mentre la sua équipe è impegnata a scoprire le cause dei sintomi dell'adolescente, l'attenzione di House è invece completamente rivolta alla situazione di Cuddy, diviso tra il nasconderle le proprie preoccupazioni e i vani tentativi atti a convincerla che non è il caso di allarmarsi. La successiva sospetta presenza di metastasi polmonari accresce l'angoscia di House, che così si allontana dalla propria donna, invece di starle vicino.
I timori della coppia danno origine a diversi sogni o incubi, interpretati dal cast nel corso dell'episodio.
Alla fine House trova la forza di stare accanto a Cuddy proprio negli attimi precedenti l'intervento chirurgico per l'asportazione tumorale, lasciando la propria squadra sola alle prese con il caso di Ryan ancora irrisolto.
Intanto Taub, durante le consuete indagini nell'appartamento del paziente, scopre dei video nei quali il ragazzo fa esplodere ordigni artigianali e minaccia persone della propria scuola. Pur essendo convinto che in fondo Ryan sia un bravo ragazzo, il medico si confida con Masters, che lo indurrà a riflettere sulla possibilità di denunciare quanto scoperto alla polizia.
Il tumore della Cuddy si rivelerà benigno e le presunte metastasi polmonari solo delle reazioni allergiche agli antibiotici.
Proprio mentre è impegnato a comunicare l'esito positivo a Cuddy, House ha l'intuizione decisiva per risolvere il caso del ragazzo, che stava morendo per un'infezione scatenata da alcune schegge dell'ordigno penetrate nel corpo in seguito all'esplosione.
Il finale è drammatico: mentre Taub decide di denunciare le mire terroristiche dell'adolescente, Cuddy si rende conto improvvisamente di ciò che i suoi strani sogni le stavano suggerendo; House ha assunto del Vicodin per fare fronte alla situazione angosciosa dei giorni precedenti, ed era drogato prima del suo intervento chirurgico. La donna decide quindi di lasciarlo, nonostante le promesse disperate di House per convincerla che non accadrà più in futuro; lui, infatti, è incapace di tenere testa al dolore, e quindi di aprirsi alle sue difficoltà e di sostenerla.
L'episodio finisce con House nel bagno della sua casa, nella stessa posizione in cui è finita la sesta stagione ed è incominciata la settima. Ha in mano due pillole di Vicodin, ma questa volta Cuddy non potrà fermarlo dall'assumerle, com'era successo in Aiutami.
- Diagnosi finale: infezione da stafilococco (Ryan), tumore benigno e allergia agli antibiotici (Cuddy)
- Guest star: Amber Tamblyn (Martha M. Masters), Paula Marshall (Julia Cuddy), Brett DelBuono (Ryan), Lesley Fera (Kay), Ken Garito (Todd).
- Ascolti USA: telespettatori 11 084 000 – share 10%[33]
- Ascolti Italia: telespettatori 2 468 000 – share 8,46%[34]
- Note: i vari sogni di Cuddy e House dell'episodio sono omaggi a diversi generi cinematografici o musicali; il primo sogno di Cuddy sembra una scena di Due uomini e mezzo, con House nei panni di Charlie Sheen insieme a Rachel e Wilson; quello di House è ambientato in una tetra scena assimilabile a Resident Evil, dove i vari medici sono zombi e Gregory tenta di evitare che sbranino la Cuddy; gli altri della Cuddy sono invece una sitcom anni '50, un omaggio a Butch Cassidy e un video musicale in stile Glee.

## Fuori controllo
- Titolo originale: Out of the Chute
- Diretto da: Sanford Bookstaver
- Scritto da: Lawrence Kaplow, Thomas L. Moran

### Trama
Un abile cowboy perde i sensi durante un rodeo e viene caricato dal toro.
House, oramai single, si trasferisce in hotel, ricomincia ad assumere Vicodin e si fa "coccolare" da prostitute e dal personale dell'hotel. Tra Foreman e Chase s'instaura una gara a chi è il capo mentre Masters sembra essersi infatuata del paziente ed è molto preoccupata per House e la sua dipendenza da Vicodin. Wilson cerca di stare vicino ad House, ma lui lo scaccia in malo modo e in seguito tratterà molto male anche Cuddy.
Dopo una lunga serie di test, House decide di fare cantare il paziente per testare se il suo cervello ha dei piccoli momenti di black out, cominciando di conseguenza la ricerca di un'infezione cerebrale. L'ultimo esame proposto da House è estremamente rischioso: provocare un aumento della pressione sanguigna fino ad arrivare alla rottura dell'aorta.
Alla fine dell'episodio, House sembra aver rinunciato a cercare qualcosa che gli faccia provare un senso di eccitazione; decide dunque di buttarsi dal balcone di un hotel, sotto gli occhi di Wilson e di molti ragazzi intenti a festeggiare per l'esito positivo di una partita. Dopo un grande momento di suspense, House finisce nella piscina dell'hotel e sembra aver dimenticato il suo dolore.
- Diagnosi finale: bartonellosi
- Guest star: Amber Tamblyn (Martha M. Masters), Chad Faust (Lane), Cleo Berry (Carnell).
- Ascolti USA: telespettatori 10 414 000 – share 10%[35]
- Ascolti Italia: telespettatori 2 164 000 – share 8,32%[34]

## La caduta dell'angelo
- Titolo originale: Fall from Grace
- Diretto da: Tucker Gates
- Scritto da: John C. Kelley

### Trama
House si presenta in ospedale su un segway (monopattino elettrico), portando dietro una giovane straniera, Dominika, che annuncia di voler sposare il venerdì successivo, per farle avere la carta verde, così che possa rimanere negli USA. Questo non gli impedisce di affrontare l'interessante, quanto orribile, caso di un vagabondo, che prende fuoco a causa di due bambini che tentano di lanciare il modello di un razzo Saturno V. L'uomo accusa disosmia: non riconosce più gli odori scambiando gli uni con gli altri. House esclama: «Odora di vincitore!», rendendo omaggio al personaggio del colonnello Kilgore del film "Apocalypse Now".
Il paziente continua a confondere gli odori e mente sulla sua identità, poi ha un'emorragia gastrointestinale e i medici si accorgono della presenza di alcuni frammenti di ossa nel suo intestino. L'uomo spiega che per scommessa con un cuoco deve "mangiare" vari scarti del cassonetto per poter ottenere cibo vero.
House, intanto, approfitta dei sensi di colpa della Cuddy per fare quello che vuole, anche se Wilson lo invita a trovare un "punto di incontro" con lei per andare avanti nel loro rapporto di lavoro.
Il paziente ha un nuovo sintomo (visione tubolare), che porta a nuove analisi e a una diagnosi di schizofrenia. Poi, però, accusa nuovi dolori a un braccio e si considera l'ipotesi di una malattia genetica, che rende necessario ricercare i genitori. Taub rintraccia il presunto padre del paziente, ma Chase e Masters scoprono che quest'ultimo ancora una volta non ha rivelato la sua vera identità. Mentre parla con House, il paziente mostra difficoltà ad afferrare un bicchiere e il diagnosta individua la malattia genetica in un inizio precoce di Parkinson.
Wilson convince la Cuddy a non fare prendere la mano ad House e a cominciare di nuovo a dire no al diagnosta, prima che sia troppo tardi. La direttrice sanitaria comincia proprio dal cacciarlo dalla cappella dell'ospedale, dove House voleva celebrare il suo matrimonio.
Il paziente confessa a Masters di aver fatto del male alle persone, di essere malvagio e di avere tentato per questo il suicidio con la droga. Improvvisamente, accusa un arresto cardiaco e House ha l'intuizione che il suo peggioramento continuo è legato alla dieta vegetariana dell'ospedale, ricca di clorofilla e quindi di acido fitanico, che l'uomo non riesce a metabolizzare, a causa della malattia di Refsum.
House finalmente si sposa, alla presenza degli amici e della Cuddy, che ne soffre molto. Anche il medico ha dei ripensamenti, e alla fine dice alla neo moglie di non poterla baciare, affermando: «Non vado mai a letto con donne sposate» e facendola dormire sul divano.
Intanto, il paziente si sente meglio e lascia di nascosto l'ospedale, giusto in tempo prima dell'arrivo dell'FBI, intervenuta dopo aver esaminato il DNA inviato per le analisi. L'uomo è, infatti, un pericoloso serial killer che mangia le sue vittime, comprese le ossa, e il team di House lo ha appena salvato.
- Diagnosi finale: Malattia di Refsum
- Guest star: Amber Tamblyn (Martha M. Masters), Chris Marquette (Danny Jennings), Karolina Wydra (Dominika Patrova).
- Ascolti USA: telespettatori 9 492 000 – share 9%[36]
- Ascolti Italia: telespettatori 2 495 000 – share 9,75%[37]

## Indagine
- Titolo originale: The Dig
- Diretto da: Matt Shakman
- Scritto da: David Hoselton e Sara Hess

### Trama
L'episodio incomincia con House davanti a una prigione di stato del New Jersey. Da questa esce Tredici, e House la invita a salire sulla sua macchina. House non la porta a casa sua o al Princeton Plainsboro Teaching Hospital, ma le dice che la sta portando alla gara di sparapatate che si tiene ogni anno in una cittadina non distante da lì. Lungo il tragitto, Tredici chiede ad House di fermarsi presso una casa dove, dopo avere bussato, le apre un uomo; Tredici gli tira una ginocchiata all'inguine, atterrandolo, poi gli dice qualcosa. House, quindi, comincia subito a cercare un motivo per cui Tredici sia andata in prigione negli ultimi sei mesi dell'anno in cui è stata assente.
Nel frattempo, in ospedale il team di House ha in cura un paziente, Brian. Taub e Foreman vanno a controllare la sua casa, che si rivela essere stracolma di oggetti, inducendo i due medici a pensare che l'uomo sia un accumulatore. Scoprono inoltre delle feci di procione, causa di un'eventuale febbre Q. Chase e Masters gli somministrano le cure necessarie, le quali vanno a buon fine; ma durante una seconda perquisizione nella casa si scopre che l'uomo ha una moglie, anch'essa malata.
Tredici, intanto, confessa ad House di aver ucciso un uomo: il ragazzo, che lei aveva rimorchiato in un bar, sarebbe andato in overdose dopo una serata a base di droghe. Tuttavia, durante la notte, House la sorprende a piangere e incomincia a sospettare che Tredici non abbia detto la verità. I due arrivano alla fiera e cominciano a modificare il loro sparapatate. House spiega inoltre che è lì per un motivo: vincere contro il suo acerrimo nemico Harold Lam, che lo ha battuto per 4 anni di fila, facendolo classificare sempre secondo. Prima dell'inizio, tuttavia, Tredici accenna distrattamente a un fratello di cui non aveva mai parlato prima, e House intuisce la verità: la ragazza ha ucciso proprio suo fratello praticandogli l'eutanasia, poiché anche lui era affetto dalla malattia di Huntington. L'uomo picchiato da Tredici sarebbe di conseguenza il medico che aveva rifiutato di praticargli l'eutanasia. Tredici smentisce il geniale diagnosta solo su quest'ultimo punto: l'uomo da lei picchiato era in realtà il marito di una sua compagna di cella, tradita mentre lei era in prigione. La dottoressa conferma ad House la sua terribile intuizione sull'omicidio del fratello. La polizia le ha dato un anno di reclusione in carcere, dunque, solo perché era lapalissiano che fosse stata lei a procurargli tale veleno; al contrario, non c'era alcuna prova che fosse l'autrice dell'omicidio (avendo utilizzato dei guanti per non lasciare impronte sulla flebo). In lacrime, Tredici confessa ad House la sua più grande paura: non avere nessuno che faccia un giorno per lei ciò che lei ha fatto per suo fratello. Di fronte all'apparente indifferenza di House gli dà dell'insensibile, insinuando che per questo motivo sia stato lasciato da Cuddy.
Il team di House, intanto, con una terza perquisizione in casa dei due coniugi, scopre che la donna ha la sindrome di Ehlers-Danlos, peggiorata dalla febbre Q.
Alla fine, House e Tredici si ritirano dal torneo, venendo sbeffeggiati da Harold. House, perdendo la pazienza, afferra il suo cannone e spara addosso ad Harold, tramortendolo. Viene dunque portato dallo sceriffo, il quale però lo rilascia con una semplice diffida, dato che aveva ancora un conto in sospeso con Harold e quindi non è stato obiettivo nei confronti della vittima. 
Tredici e House ritornano a casa e quest'ultimo dice a Remy che quando starà per morire per colpa della Huntington, se lei lo vorrà, le praticherà senza indugio l'eutanasia.
- Diagnosi finale: sindrome di Ehlers-Danlos e febbre Q (Nina), febbre Q (Brian)
- Guest star: Amber Tamblyn (Martha M. Masters), Terry Moratos (Brian), Justin Chon (Harold Lam), Jennifer Crystal (Rachel Taub), Kimberlee Peterson (Nina), Zena Grey (Ruby).
- Peculiarità: questo è il 150º episodio.
- Ascolti USA: telespettatori 8 927 000 – share 8%[38]
- Ascolti Italia: telespettatori 1 670 000 – share 6,90%[39]

## L'ultima tentazione
- Titolo originale: Last Temptation
- Diretto da: Tim Southam
- Scritto da: David Foster e Liz Friedman

### Trama
Questo episodio è incentrato sull'esperienza e sulle emozioni personali di Martha Masters nel fare parte del team di House. Come tutte le mattine, si sveglia ripetendo ossessivamente le nozioni di medicina. È al suo ultimo giorno come studentessa di medicina e deve scegliere il suo futuro, quindi in quale reparto svolgere il tirocinio.
House le offre di restare con lui per il tirocinio e lei si sente lusingata, ma al contempo è cosciente del fatto che con lui verrebbe costretta a fare cose che non sono da lei. L'altra ipotesi sarebbe quella di unirsi come chirurgo alla squadra del dott. Simpson.
Il diagnosta la spinge a mentire, come lui fa solitamente, offrendole una firma falsa per certificare che ha eseguito la decima puntura lombare, ma lei non ci sta e cerca un altro paziente per farlo. Tredici, appena tornata, si offre volontaria per le sue terapie contro l'Huntington, e le dice che non c'è spazio per chi non è come House. Quando il medico viene a sapere della lombare eseguita su Tredici, annulla immediatamente l'offerta di tirocinio, perché le aveva suggerito di infrangere le regole del sistema, non le sue.
Il team, nel frattempo, sta curando Kendall Pearson, una sedicenne che vuole diventare la più giovane velista a circumnavigare il mondo in solitaria ed è svenuta durante un'uscita in barca. Martha intuisce ragionando da sola che Kendall possa avere la salmonella e le controlla le ossa per cercare segni di infezione, che si manifesterebbero con dolori. Durante la risonanza magnetica di conferma, anche Chase le suggerisce di andare da Simpson piuttosto che da House, perché quelli che hanno lavorato con quest'ultimo sono cambiati, e non in meglio.
Masters sceglie allora di cominciare il tirocinio come chirurgo, stupendo il dott. Simpson per la sua insolita preparazione nonostante sia una tirocinante al primo anno. La tentazione di tornare da House, però, l'attanaglia, aiutata anche dal parere favorevole di due compagni di studi. Quando Martha viene a sapere che la paziente peggiora, finge di dover andare in bagno per abbandonare in sala operatoria la squadra di Simpson al primo giorno per conoscere le novità.
Entrata nella sala operatoria in cui si trova Kendall, dice ad House che appena concluso il caso andrà via; lui non ci crede, visto che per assistere all'intervento ha raccontato una serie di bugie.
La risonanza rivela un sarcoma al sistema linfatico fatale nell'omero di Kendall. Masters prova allora a convincere la paziente ad accettare l'amputazione del braccio per salvarsi la vita, ma questa rifiuta, perché vuole prima compiere l'impresa in barca. I suoi genitori accettano questa decisione, per evitare di rovinare il rapporto famigliare.
Non riuscendo ad accettare la scelta dei genitori, Masters va da House a chiedere consigli; questi le fa capire che, se non mentire è più importante della vita della paziente, allora lei non è speciale come lui pensava.
Martha torna dalla ragazza, tentando di comprendere come faccia a non capirla. Kendall le dice che quando si gioca al massimo livello si usano regole proprie. Martha allora somministra farmaci a Kendall inducendole la bradicardia, dicendo ai colleghi solo in sala operatoria di averlo fatto, e riuscendo a indurre i genitori della ragazzina a firmare l'autorizzazione per procedere con l'amputazione. Infatti, mentre i colleghi intervenivano sulla ragazza, lei ha spiegato ai genitori che il cancro ha causato un coagulo nel cuore, e questo avrebbe ucciso la ragazza se fosse accaduto in barca.
La giovane ragazza si risveglia e nota di non avere più il braccio, prendendosela con i genitori: questi ultimi si rivolgono a Martha ringraziandola per aver salvato la loro figlia, ma Martha, piena di sensi di colpa, capisce di non poter continuare a lavorare in quel modo.
La ormai ex studentessa raggiunge House e gli chiede come lui possa stare tranquillo quando mente, mentre lei, anche se l'ha fatto a fin di bene, non si sente soddisfatta. Lui le risponde che non può sempre avere quello che vuole. Martha allora gli annuncia che ha deciso di andare via. Non sa ancora che cosa farà, ma il suo posto non è lì. Se ne va piangendo lungo il corridoio dando le spalle ad House, sul sottofondo di You Can't Always Get What You Want e, a metà percorso, inciampa sulla gallina del medico, che le fa scappare una risata. Quando si volta, House non c'è più.
La gallina fa parte di una scommessa fra House e Wilson: i due hanno puntato venti dollari su chi riesce a tenere una gallina in ospedale più a lungo senza essere scoperto dalla sicurezza. Wilson prende una Australorp, razza di galline molto tranquilla. In risposta, House disegna orme di gallina finte che escono dall'ufficio dell'oncologo, tiene un pollo finto nel suo, manda un cane ad acchiappare la gallina di Wilson tentando di farlo scoprire. Wilson viene beccato, ma la gallina è quella di House, quindi è lui che perde la scommessa.
All'inizio dell'episodio, House racconta ai medici del suo team che Tredici è sparita a causa di una disintossicazione dalle droghe. Lei si arrabbia molto con lui e ha una diatriba in privato perché, nonostante non voglia dire la verità al riguardo, questa scusa le rovina il rapporto con il resto del team.
- Diagnosi finale: sarcoma al sistema linfatico
- Guest star: Amber Tamblyn (Martha M. Masters), Jennifer Landon (Donovan), Michelle DeFraites (Kendall Pearson), Ron Perkins (Dr. Simpson), Gerald McCullouch (Bobby Pearson), Tommy Savas (Cruz), Bridgett Newton (Paige Pearson).
- Ascolti USA: telespettatori 8 804 000 – share 8%[40]
- Ascolti Italia: telespettatori 1 990 000 – share 9,10%[41]

## Cambiamenti
- Titolo originale: Changes
- Diretto da: David Straiton
- Scritto da: Eli Attie e Seth Hoffman (soggetto), Eli Attie (sceneggiatura)

### Trama
Cyrus, il paziente del team di House è un uomo ingenuo, diventato ricco grazie alla lotteria. Perde i sensi mentre è in compagnia del cugino e mentre cerca, porta a porta, una donna incontrata in passato e di cui pare essere ancora innamorato.
All'interno del team, Foreman vuole dimostrare di essere riuscito a diventare immune allo stress da lavoro, Chase cerca di astenersi dal sesso perché vuole preservare il proprio amore, e Tredici è alle prese con la sua depressione dovuta a varie cause (il carcere, l'eutanasia del fratello, la malattia di Huntington).
Entra in scena l'amata del malato e rientra in scena la madre della Cuddy, che vuole fare causa all'ospedale per le cure che ha ricevuto. A questo punto, la Cuddy cerca di raggirare House in maniera che egli non si presenti all'incontro con la madre, così da evitare scontri. House, invece, si presenta e i due ex fidanzati dovranno presentarsi da Wilson, che con la solita pazienza spiegherà loro come meglio comportarsi.
In realtà, la madre della Cuddy vuole soltanto fare sì che sua figlia, anche se non riesce ad amare la propria madre, trovi marito e spera di riuscire a fare riavvicinare lei e House ponendosi come loro nemico comune.
Cyrus è affranto quando capisce che suo cugino a cui è tanto affezionato, ha cercato di ottenere il suo denaro con l'inganno: ha ingaggiato una donna affinché si spacciasse per colei di cui Cyrus era innamorato, l'indizio che permette di smascherare la donna è l'assenza di una voglia a forma di "orsacchiotto" sul suo seno.
House riesce a capire il problema del paziente, un teratoma che può essere rimosso. La Cuddy a modo suo apprezza il tentativo della madre di riconciliare lei e House, ma quest'ultimo mette in chiaro che non torneranno insieme, la Cuddy spiega alla madre che certi problemi non si possono risolvere semplicemente con un "nemico comune" e lei accetta con rassegnazione la decisione della figlia pur accusandola di essere una sciocca ritenendo che House è comunque l'uomo giusto per lei.
- Diagnosi finale: teratoma
- Guest star: Donal Logue (Cyrus Harry), David Costabile (Phil), Megan Follows (Jennifer Williams), Candice Bergen (Arlene Cuddy), Dawn Frances (Infermiera Colleen), Sheena Zadeh (Infermiera Laura).
- Ascolti USA: telespettatori 8 570 000 – share 8%[42]
- Ascolti Italia: telespettatori 2 082 000 – share 10,26%[43]

## Espedienti
- Titolo originale: The Fix
- Diretto da: Greg Yaitanes
- Scritto da: Thomas L. Moran (soggetto), Thomas L. Moran e David Shore (sceneggiatura)

### Trama
Wendy Lee, una ricercatrice nel settore delle tecnologie esplosive, ha le convulsioni mentre mostra il funzionamento di una bomba innovativa.
House perde una scommessa con Wilson su un incontro di boxe e, mentre il suo team cerca la cura per la paziente, lui tenta in tutti i modi di provare che il pugile, Terry Foley, aveva problemi fisici nel momento in cui ha perso, per cui la scommessa sarebbe invalidata. Dopo vari tentativi e un pugno preso da ubriaco in un bar, il diagnosta riesce a dedurre qual è il problema dello sportivo: un paraganglioma del collo.
Per tutto il tempo in cui la paziente viene curata, House non si presenta neanche all'ospedale, se non per rubare farmaci sperimentali, che sembrano avere un ottimo effetto di ricrescita dei muscoli sui ratti. Se lo inietta come fosse eroina, e Tredici lo sorprende; il diagnosta non può che spiegarle che sta tentando disperatamente di risistemare la propria gamba, che ultimamente è sempre più dolente, quindi, per evitare di essere nuovamente ricoverato per colpa di eccessive dosi di Vicodin, fa esercizi per rinforzare la gamba e prende il medicinale sperimentale. A fine episodio, però, si vede che il farmaco non ha funzionato su una cavia e l'ha sterminata.
Wendy sembra avere sintomi da avvelenamento da radiazioni: si scopre che il collega e compagno della scienziata, Caesar, geloso dei suoi rapporti con altri uomini, la stava avvelenando con la cantaride, che comporta proprio effetti simili alle radiazioni. L'uomo finisce in carcere e il team può finalmente curare la donna.
- Diagnosi finale: avvelenamento da cantaride (Wendy), paraganglioma (Foley).
- Guest star: Linda Park (Dr. Wendy Lee), Kevin Phillips (Terry Foley), Kevin Daniels (Ceaser), Brian Huskey (Dr. Riggin), John T. Woods (Tony), Drew Cohn (Glenn), Ken Olandt(Generale Spain).
- Ascolti USA: telespettatori 7 941 000 – share 8%[44]
- Ascolti Italia: telespettatori 1 830 000 - share 9,31%[45]

## Nella notte
- Titolo originale: After Hours
- Diretto da: Miguel Sapochnik
- Scritto da: Seth Hoffman, Russel Friend e Garrett Lerner

### Trama
L'episodio incomincia con la fuga di una donna ferita alla pancia. Dopo avere guidato, con difficoltà arriva a casa di Tredici e lì si scopre che le due sono state compagne di cella. La donna fa promettere a Tredici di non chiamare la polizia e di non portarla in ospedale, perché quando è stata ferita stava spacciando droga e verrebbe arrestata. Tredici accetta la promessa, però per poter curare in casa la sua ex compagna di cella deve chiamare Chase e chiedergli un ecografo portatile. Quando il chirurgo capisce la situazione, decide di aiutarla.
Nel frattempo, House continua a prendere il nuovo farmaco testato su dei topi e sperimentato dal ricercatore farmaceutico dell'ospedale. Dopo un iniziale periodo di miglioramento del suo dolore alla gamba, incomincia ad accusare dei crampi muscolari. Quando termina il farmaco sperimentale va in laboratorio, ma il ricercatore lo informa che tutti i topi sono morti per la comparsa di tumori molto aggressivi. House, che gli rubava di nascosto il farmaco sperimentale, si fa una TAC da solo e scopre di avere tre masse neoplastiche vicino al femore della gamba destra. A casa si organizza con molte siringhe di anestesia locale, si posiziona nella sua vasca da bagno, prende una lente di ingrandimento, appende le lastre e - bisturi alla mano - decide di estrarre i tumori da solo, senza l'aiuto di nessuno e senza sottoporsi a un intervento in ospedale. Nonostante l'anestesia, riesce solamente a incidere il muscolo e a rimuovere una delle tre neoplasie. Ma soffre molto e la gamba aperta comincia a sanguinare per un'emorragia. Il diagnosta cede al dolore urlando e chiama tutti i suoi amici per cercare aiuto. L'unica che gli risponde è Cuddy, che arriva a casa sua insieme alla figlia e lo porta in ospedale.
Intanto Taub scopre che Ruby, l'infermiera ventiduenne con la quale ha una relazione, è incinta e si interroga sulla possibilità di tenere il figlio.
Chase dice a Tredici di portare immediatamente la donna in ospedale perché sta andando in coma, ma lei gli si oppone fermamente, al punto di aggredirlo. La spunta lui e alla fine i due ricoverano la donna sotto falso nome. Al Princeton Plainsboro scoprono che tutto è causato da un parassita, l'entamoeba, infiltratosi nel fegato per colpa di un ago sporco e rilasciato nel flusso sanguigno dalla coltellata ricevuta.
La donna si risveglia nel letto d'ospedale, è salva e vigile, ha accanto la sua amica Tredici, ma è ammanettata e intravede in corridoio un poliziotto che la piantona.
Taub rivela a Ruby che vuole tenere il figlio.
Anche House arriva in ospedale e viene portato in sala operatoria. Prima dell'intervento spiega a Cuddy perché voleva operarsi da solo: non si fidava dei chirurghi e credeva che avrebbero potuto tagliargli il muscolo, o l'intera gamba. House viene operato e tutto si risolve. Dopo l'intervento, il geniale dottore si risveglia in compagnia del suo amico Wilson. I due si parlano ed entrambi capiscono che la vita di House deve cambiare, non può continuare così.
- Diagnosi finale: entamoeba (paziente), tumori muscolari nel quadricipite (House)
- Guest star: Amy Landecker (Jen Darrien), Kendra Andrews (Dina), Brian Huskey (Dr. Riggin), Zena Grey (Ruby), Kayla Colbert & Rylie Colbert (Rachel Cuddy), Noelle Bellinghausen (Emily).
- Ascolti USA: telespettatori 8 920 000 – share 10%[46]

## Andare avanti
- Titolo originale: Moving On
- Diretto da: Greg Yaitanes
- Scritto da: Katherine Lingenfelter, Peter Blake

House, nella scena finale dell'episodio, che passeggia su una spiaggia mentre è ricercato dalla polizia del New Jersey

### Trama
Nella scena iniziale si vedono ambulanze e volanti della polizia; la Cuddy e Wilson sono entrambi sconvolti mentre vengono interrogati dalle forze dell'ordine. Wilson ha un polso slogato e la polizia chiede alla Cuddy, dopo alcune domande di rito, se vuole denunciarlo. Lei risponde dicendo che, se House metterà piede in ospedale o si avvicinerà a lei o alla sua famiglia, lo vorrà vedere in carcere.
Tutto l'episodio è un flashback, risalente a tre giorni prima per ricostruire ciò che è successo. Una donna era arrivata in ospedale dopo essere svenuta. Si tratta di un'artista che, nelle sue performance, si espone personalmente a ogni genere di sevizie del pubblico, con l'obiettivo di far riflettere la gente sulla normalità. Lei e il suo assistente, nonché suo ex fidanzato, organizzano da anni quelli che, apparentemente, sono spettacoli autolesionistici. La donna dice ad House di conoscere la sua malattia, senza svelargli di cosa si tratti, anzi, creando sintomi fasulli. Vuole infatti sfidare il diagnosta come ulteriore forma d'arte.
Nel frattempo, la Cuddy dice ad House che devono incontrarsi per chiarirsi.
House prende a cuore la paziente e cerca di scoprire da cosa è affetta, riuscendoci: risulta un cancro incurabile al cervello. Più tardi, però, si presentano nuovi sintomi che non hanno nulla a che vedere con il cancro.
A metà dell'episodio, la scena ritorna al presente: Wilson, parlando con la polizia, afferma che sa bene che House verrà arrestato di sicuro, anche se nessuno sporgerà denuncia. Un poliziotto gli dice che lo arresteranno appena lo troveranno e gli chiede se sappia dove potrebbe trovarsi. Wilson risponde che probabilmente è in uno squallido bar, in un luogo che rispecchia quello che prova.
Tornando nel flashback, House, nonostante sia ancora ricoverato in ospedale, scopre la vera malattia della donna: la granulomatosi di Wegener.
Wilson gli va a parlare dopo aver scoperto che lui continua a falsificare la sua firma sulle ricette per avere il Vicodin. Gli spiega che non può tentare di mettersi di nuovo nei guai e che deve cambiare.
Cuddy incontra più volte House, cercando di capire che problema abbia: non ottenendo risposte soddisfacenti, coglie l'occasione per chiedergli di cercare una spazzola che dovrebbe essere rimasta a casa sua. Lui le chiede se stia frequentando qualcun altro, ma lei risponde di no. Dopo l'ennesimo tentativo di House di andarsene per sviare i discorsi, la Cuddy lo forza a dirle che cos'ha. Lui le dice di sentirsi ferito, ma che comunque la colpa non è di lei.
Taub continua a rifiutare le chiamate da parte dell'ex moglie, con la quale ha ancora rapporti sessuali, ma che non ha mai voluto avere figli da lui; ha paura di dirle che sta aspettando un bambino da Ruby, l'infermiera ventiduenne, e solo dopo una discussione con Foreman capisce che deve confessare la verità, anche se questo troncherebbe definitivamente ogni rapporto con lei. Quando Rachel si presenta all'ospedale per vederlo, Taub sta per dirglielo, ma lei lo gela: è incinta.
L'indomani Cuddy incontra un uomo, che la sorella cerca di farle conoscere per allontanarla da House. Intanto House, assieme a Wilson, si reca in automobile a casa della ex fidanzata per restituirle la spazzola, ma dal giardino d'ingresso vede che la donna è a pranzo con degli amici, tra cui l'uomo presentatole dalla sorella. Osserva la Cuddy che ride e che si diverte e nota che è felice. House è profondamente arrabbiato e caccia dall'auto Wilson, che lo implora di non fare sciocchezze e di sfogarsi. Lui lo prende in parola: parte di scatto con l'auto e dopo un testacoda in mezzo alla strada si lancia a tutta velocità contro l'abitazione di Cuddy, sfondando il muro e distruggendole tutto il salotto. Scende dalla macchina, ormai distrutta, e le consegna la spazzola sotto lo sguardo attonito dei presenti, sotto shock. A questo punto, se ne va con un sorriso confermando a Wilson che, effettivamente, si sente meglio dopo avere liberato il proprio dolore.
L'istante successivo vediamo House, visibilmente allegro, parlare con un cameriere in un bar; quanto detto da Wilson si è avverato solo in parte: il bar non è squallido, ma rispecchia effettivamente lo stato d'animo del suo amico. House si trova, infatti, in una bellissima spiaggia che si affaccia sull'oceano e passeggia tranquillamente sulla sabbia con un sorriso inconsueto ma reale sul viso.
- Diagnosi finale: granulomatosi di Wegener
- Guest star: Paula Marshall (Julia Cuddy), Jennifer Crystal (Rachel Taub), James Hiroyuki Liao (Luca), Thom Bishops (Jerry Barrett), Zena Grey (Ruby), Shohreh Aghdashloo (Afsoun Hamidi).
- Ascolti USA: telespettatori 9 110 000 – share 9%[47]
- Curiosità: il personaggio di Afsoun Hamidi, la paziente dell'episodio, s'ispira chiaramente all'artista iugoslava Marina Abramović; in particolare, all'inizio dell'episodio viene citata una delle sue performance più celebri, Rhythm 0, avvenuta allo Studio Morra di Napoli nel 1974, la quale prevedeva che l'artista rimanesse immobile per sei ore mentre gli spettatori erano autorizzati a farle quello che volevano, dal denudarla al ferirla.